# Про тебе
«Про тебе» (рос. «О тебе») — радянський художній телефільм 1981 року, знятий Творчим об'єднанням «Екран».

## Сюжет
Героїня цієї не цілком реальній історії народилася з надзвичайним талантом: замість того, щоб говорити, вона співає — співає завжди, скрізь і при всіх…

## У ролях
- Віра Глаголєва — співоча дівчина, наділена особливим даром співати і відчувати музику
- Андрій Смоляков — Альоша
- Тетяна Божок — Алевтина
- Микола Гринько — батько
- Олександра Харитонова — матір
- Стефанія Станюта — Ксенія Олександрівна, «Кассандра», археолог
- Віктор Уральський — Прокопій Микитович, односельчанин
- Володимир Наумцев — епізод
- Семен Крупник — доктор
- Лариса Дубіненко — епізод
- Владислав Затинченко — епізод
- Інна Парпуланська — епізод
- Олександр Матюшев — епізод
- Світлана Карайчева — епізод

## Знімальна група
- Режисер — Родіон Нахапетов
- Сценаристи — Радій Кушнерович, Родіон Нахапетов
- Оператор — Володимир Брусін
- Композитор — Сергій Баневич
- Художник — Елеонора Виницька